# Opgaande en neergaande bogen
De term "neergaande en opgaande bogen" (Arabisch: قوس النزول وقوس الصعود), een ontologische cirkel, worden beschreven in het neoplatonisme, maar ook in de islamitische en soefi-kosmologie, voornamelijk geïnspireerd door de werken van Ibn al-Arabi. In de neergaande boog ("qaws al-nuzuli"), van eenheid tot diversiteit, schept God achtereenvolgens het intellect ("verhevenste pen"), de universele ziel ("bewaarde tafel"), eerste materie, de natuur, het universele lichaam (inclusief de denkbeeldige wereld) ) en de aarde. De opgaande boog ("qaws al-su'ud") is de weg terug naar de aanwezigheid van God, het proces van geestelijke perfectie.
In een hadith toegeschreven aan Ja'far al-Sadiq, de zesde imam van de sjiitische islam, wordt de neergaande boog beschreven in zeven stadia. Deze stadia zijn becommentarieerd in het shaykhísme.

## In het babisme en het bahai-geloof
Zie ook: Bahai-kosmologie
In de babisme en bahai-geloof worden de zeven stadia van de neergaande boog als volgt beschreven: wil (mashiyyat), bepaling (iradih), bestemming (qadar), besluit (qada), toestemming (idhn), term (ajal), en boek (kitab). In Beantwoorde vragen schrijft 'Abdu'l-Bahá: "De mens bevindt zich in de hoogste graad van stoffelijkheid en aan het begin van vergeestelijking, dat wil zeggen, hij staat aan het einde onvolmaaktheid en aan het begin van volmaaktheid. Hij bevindt zich in de laatste graad van duisternis en aan het begin van licht, daarom is er gezegd dat de toestand van de mens het einde van de nacht is en het begin van de dag."
De Báb legt uit dat het verplichte gebed een geestelijke reis symboliseert van het rijk van het lichaam naar het rijk van het hart, dat kan worden beschreven als een opgaande boog, die de neergaande boog van God naar de schepping weerspiegelt. De Zeven Valleien van Bahá'u'lláh is een ander voorbeeld van de opgaande boog. Het beschrijft de vallei van zoeken, de vallei van liefde, de vallei van kennis, de vallei van eenheid, de vallei van tevredenheid, de vallei van verwondering en de vallei van ware armoede en het absolute niet-zijn.